# 국도 제22호선 (베트남)
국도 제22호선(베트남어: Quốc lộ 22)은 베트남 호치민의 12군에서 출발하여 떠이닌성의 고저우현을 거쳐 같은 성의 목바이까지 이어주는 총 연장 59 km 길이를 가진 국도 노선이다. 그러나 이 국도는 아시안 하이웨이 1호선의 일부 노선으로 운용되고 있는 것으로 드러난다.